# Russian Journal of Organic Chemistry
Russian Journal of Organic Chemistry ou Zhurnal Organicheskoi Khimii (abrégé en Russ. J. Organ. Chem. ou en Zh. Org. Khim.) est une revue scientifique à comité de lecture. Ce journal mensuel présente des articles de recherche concernant la chimie organique.
D'après le Journal Citation Reports, le facteur d'impact de ce journal était de 0,658 en 2014. La direction éditoriale est assurée par Irina Beletskaïa (Université de Moscou, Russie).